# Allophylus elongatus
Allophylus elongatus là một loài thực vật có hoa trong họ Bồ hòn. Loài này được Radlk. mô tả khoa học đầu tiên năm 1908 publ. 1909.